# Торете (Салерно)
Торете је насеље у Италији у округу Салерно, региону Кампанија.
Према процени из 2011. у насељу је живело 59 становника. Насеље се налази на надморској висини од 25 м.